# Sinoromerska relationer

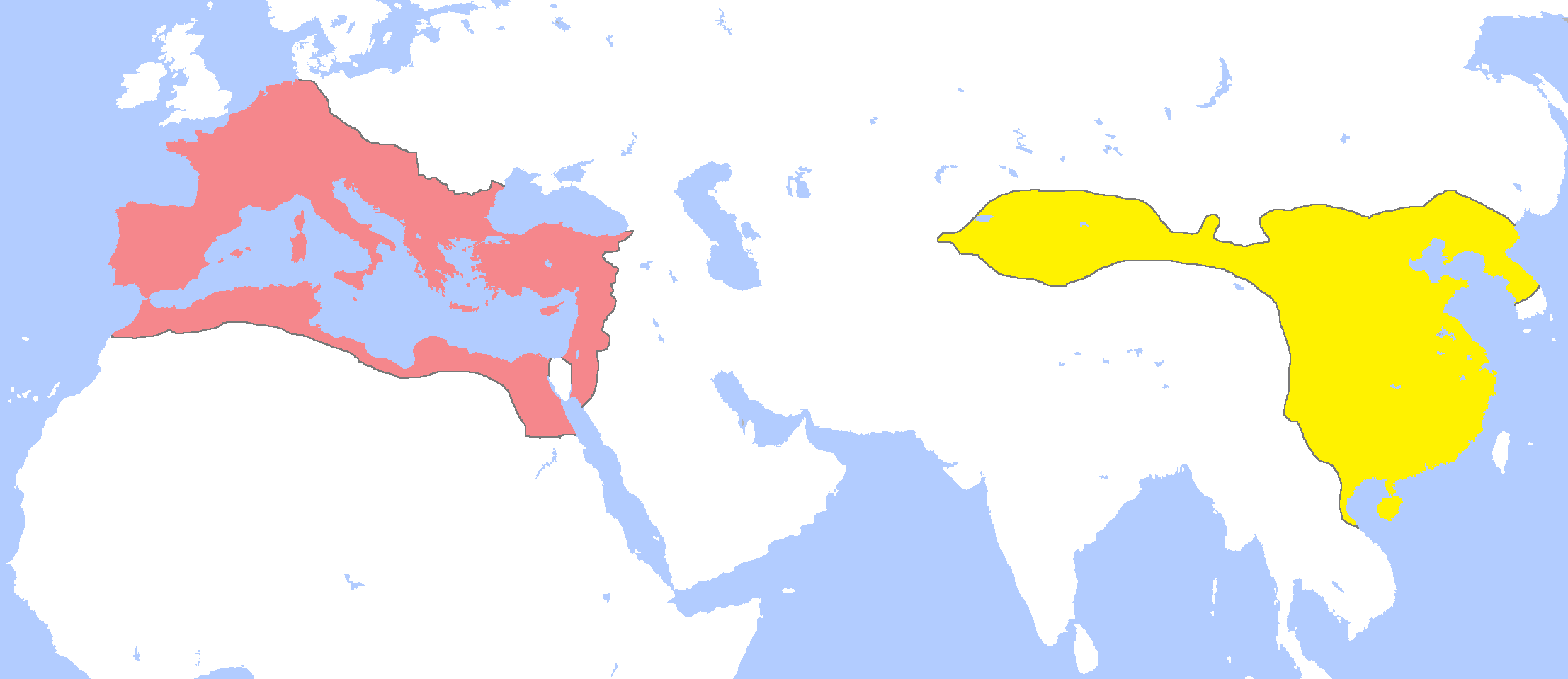
Karta över Romerska kejsardömet och Handynastin år 1.

Sinoromerska relationer avser relationerna mellan romerska kejsardömet och kinesiska Handynastin. De båda rikena hade inga militära konflikter men hade ett viktigt och betydande handelsutbyte. Kineserna uppskattade huvudsakligen romerska produkter av metall och glas, medan romarna värderade kinesiskt siden högt. Den direkta kontakten mellan de båda rikena var begränsad, sannolikt beroende på avståndet och de mellanliggande länderna.
År 97 skickade Handynastin Gan Ying väster ut i med avsikt att besöka Rom, men Gan Ying vände vid Partien, och nådde aldrig Rom. De första officiella kontakterna mellan Rom och Kina beskrivs i det kinesiska historieverket Hou Hanshu. År 166 anlände sändebud från Andun (安敦) till Kina genom dagens Vietnam och betalade tribut i form av elfenben, noshörningshorn och sköldpaddsskal. Andun är sannolikt identifierad som den romerska kejsaren Marcus Aurelius. Det är oklart, men tänkbart att även kinesiska sändebud besökte Rom.
Kommunikationen mellan rikena skedde huvudsakligen dels över landvägen som år 97 användes av Gan Ying och vattenvägen som initierades år 166 från Rom av Andun. Handelsvägarna mellan rikena kallas idag för Sidenvägen.
I kinesiska historiska källor benämndes det Romerska kejsardömet vanligen Daqin (大秦; Dà Qín), men även Lijian (犂鞬; Líjiān Qín). I de romerska källorna beskrivs ett land, eller möjligen ett folkslag, som benämns Seres. Seres syftade sannolikt på norra Kina, men kan möjligen även gälla Centralasien generellt. Romerska källor nämner även Sinae, som syftade på södra Kina, eller den delen av Kina så nåddes vattenvägen.
De äldsta fynden i Kina med kopplingar till Rom är daterade till första århundradet. De mest betydande arkeologiska fynden i Kina från dess handel med Romerska kejsardömet är transparenta glaskärl.
Det finns arkeologiska fynd från Europa i den kinesiska Gansuprovinsen och Xinjiang från tiden innan Sidenvägens öppnande, men det är oklart vilka relationer som fanns mellan rikena.